# I Want You (La Fuente)
I Want You is een nummer van de Nederlandse diskjockey La Fuente. Het werd in 2022 als single uitgebracht en bereikte de derde plek in de Nederlandse Top 40.

## Achtergrond
Het nummer werd geschreven door Victor Romeo en gecomponeerd door Romeo, Job Smeltzer, Raoul van Grinsven en Pim Latour. De single heeft in Nederland de platina status.

## Hitnoteringen

### Nederlandse Top 40
| Hitnotering: 11-06-2022 t/m 15-10-2022 | Hitnotering: 11-06-2022 t/m 15-10-2022 | Hitnotering: 11-06-2022 t/m 15-10-2022 | Hitnotering: 11-06-2022 t/m 15-10-2022 | Hitnotering: 11-06-2022 t/m 15-10-2022 | Hitnotering: 11-06-2022 t/m 15-10-2022 | Hitnotering: 11-06-2022 t/m 15-10-2022 | Hitnotering: 11-06-2022 t/m 15-10-2022 | Hitnotering: 11-06-2022 t/m 15-10-2022 | Hitnotering: 11-06-2022 t/m 15-10-2022 | Hitnotering: 11-06-2022 t/m 15-10-2022 | Hitnotering: 11-06-2022 t/m 15-10-2022 | Hitnotering: 11-06-2022 t/m 15-10-2022 | Hitnotering: 11-06-2022 t/m 15-10-2022 | Hitnotering: 11-06-2022 t/m 15-10-2022 | Hitnotering: 11-06-2022 t/m 15-10-2022 | Hitnotering: 11-06-2022 t/m 15-10-2022 | Hitnotering: 11-06-2022 t/m 15-10-2022 | Hitnotering: 11-06-2022 t/m 15-10-2022 | Hitnotering: 11-06-2022 t/m 15-10-2022 | Hitnotering: 11-06-2022 t/m 15-10-2022 |
| Week:                                  | 1                                      | 2                                      | 3                                      | 4                                      | 5                                      | 6                                      | 7                                      | 8                                      | 9                                      | 10                                     | 11                                     | 12                                     | 13                                     | 14                                     | 15                                     | 16                                     | 17                                     | 18                                     | 19                                     |                                        |
| -------------------------------------- | -------------------------------------- | -------------------------------------- | -------------------------------------- | -------------------------------------- | -------------------------------------- | -------------------------------------- | -------------------------------------- | -------------------------------------- | -------------------------------------- | -------------------------------------- | -------------------------------------- | -------------------------------------- | -------------------------------------- | -------------------------------------- | -------------------------------------- | -------------------------------------- | -------------------------------------- | -------------------------------------- | -------------------------------------- | -------------------------------------- |
| Positie:                               | 37                                     | 23                                     | 14                                     | 10                                     | 5                                      | 4                                      | 4                                      | 3                                      | 3                                      | 4                                      | 3                                      | 4                                      | 7                                      | 9                                      | 11                                     | 16                                     | 25                                     | 27                                     | 34                                     | uit                                    |

### NederlandseSingle Top 100
| Hitnotering: 21-05-2022 tot heden | Hitnotering: 21-05-2022 tot heden | Hitnotering: 21-05-2022 tot heden | Hitnotering: 21-05-2022 tot heden | Hitnotering: 21-05-2022 tot heden | Hitnotering: 21-05-2022 tot heden | Hitnotering: 21-05-2022 tot heden | Hitnotering: 21-05-2022 tot heden | Hitnotering: 21-05-2022 tot heden | Hitnotering: 21-05-2022 tot heden | Hitnotering: 21-05-2022 tot heden | Hitnotering: 21-05-2022 tot heden | Hitnotering: 21-05-2022 tot heden | Hitnotering: 21-05-2022 tot heden | Hitnotering: 21-05-2022 tot heden | Hitnotering: 21-05-2022 tot heden | Hitnotering: 21-05-2022 tot heden | Hitnotering: 21-05-2022 tot heden | Hitnotering: 21-05-2022 tot heden | Hitnotering: 21-05-2022 tot heden | Hitnotering: 21-05-2022 tot heden |
| Week:                             | 1                                 | 2                                 | 3                                 | 4                                 | 5                                 | 6                                 | 7                                 | 8                                 | 9                                 | 10                                | 11                                | 12                                | 13                                | 14                                | 15                                | 16                                | 17                                | 18                                | 19                                | 20                                |
| --------------------------------- | --------------------------------- | --------------------------------- | --------------------------------- | --------------------------------- | --------------------------------- | --------------------------------- | --------------------------------- | --------------------------------- | --------------------------------- | --------------------------------- | --------------------------------- | --------------------------------- | --------------------------------- | --------------------------------- | --------------------------------- | --------------------------------- | --------------------------------- | --------------------------------- | --------------------------------- | --------------------------------- |
| Positie:                          | 100                               | 52                                | 39                                | 21                                | 6                                 | 4                                 | 2                                 | 1                                 | 1                                 | 1                                 | 1                                 | 2                                 | 3                                 | 5                                 | 5                                 | 5                                 | 5                                 | 7                                 | 10                                | 14                                |
| Week:                             | 21                                | 22                                | 23                                | 24                                | 25                                | 26                                | 27                                | 28                                |                                   |                                   |                                   |                                   |                                   |                                   |                                   |                                   |                                   |                                   |                                   |                                   |
| Positie:                          | 25                                | 30                                | 36                                | 47                                | 49                                | 56                                | 58                                | 69                                |                                   |                                   |                                   |                                   |                                   |                                   |                                   |                                   |                                   |                                   |                                   |                                   |